# Амами заек
Амами заек (Pentalagus furnessi) е вид бозайник от семейство Зайцови (Leporidae), единствен представител на род Pentalagus. Видът е застрашен от изчезване.

## Разпространение
Разпространен е в Япония.